# عبد السلام الغريسي
عبد السلام الغريسي ولد بمدينة القصر الكبير في 5 يناير 1962، هو لاعب كرة قدم مغربي يعتبر من أفضل المهاجمين في تاريخ المغرب، ارتبط اسمه بنادي الجيش الملكي الذي لعب له لمواسم كثيرة وتوج معه بألقاب جماعية وفردية كما لعب لنادي الرجاء الرياضي وثم عاد لناديه الجيش الملكي وأنهى مسيرته بنادي السويق العماني سنة 2000، كما حمل الغريسي ألوان المنتخب المغربي من 1983 إلى 1995.
التحق الغريسي بالجيش الملكي سنة 1982 ولعب له إلى غاية 1993 حيث التحق بالرجاء الرياضي لغاية 1994 قبل عودته إلى الجيش الملكي الذي لعب له لأربع مواسم حيث احترف سنة 1998 بنادي السويق العماني الذي اعتزل فيه سنة 2000.
مع المنتخب المغربي شارك الغريسي مع المنتخب المغربي بدءً من 1983 وإلى غاية 1995 وشارك معه في كأس العالم سنة 1994، سجل للمنتخب المغربي حوالي 17 هدفاً.

## ألقاب وإنجازات

### جماعية
- لقب الدوري المغربي 3 مرات
- لقب كأس العرش 3 مرات
- لقب كأس أفريقيا للأندية البطلة سنة 1985

### فردية
هداف الدوري المغربي في ثلاث مناسبات :
- سنة 1983 بـ14 هدف
- سنة 1990 بـ22 هدف
- سنة 1995 بـ15 هدف

سجل 11 هدفاً في كأس أفريقيا للأندية البطلة في ثلاث مشاركات

## وصلات خارجية
- عبد السلام الغريسي على موقع الاتحاد الدولي (مؤرشف)  (الإنجليزية)
- عبد السلام الغريسي على موقع قاعدة بيانات كرة القدم.إي يو (الإنجليزية)
- عبد السلام الغريسي على موقع ناشيونال فوتبول تيمز (الإنجليزية)
- عبد السلام الغريسي على موقع أوليمبيديا (الإنجليزية)